# Robert Latham Owen
Robert Latham Owen, född 2 februari 1856 i Lynchburg, Virginia, död 19 juli 1947 i Washington, D.C., var en amerikansk demokratisk politiker. Han representerade delstaten Oklahoma i USA:s senat 1907-1925.
Owen utexaminerades 1877 från Washington and Lee University. Han flyttade sedan till Salina i Indianterritoriet och arbetade först som lärare. Han var därefter verksam som federal indianagent (Indian Agent) med rätt att representera USA:s regering i transaktioner med de fem civiliserade nationerna. Owen var själv cherokes Han arbetade sedan som bankdirektör i Muskogee.
Oklahoma blev 1907 USA:s 46:e delstat. Owen och Thomas Gore valdes till de två första senatorerna för Oklahoma. Owen omvaldes två gånger. Han var en av presidentkandidaterna inför demokraternas nominering i presidentvalet i USA 1920. Partiet nominerade James M. Cox som förlorade valet mot republikanen Warren G. Harding. Owen bestämde sig för att inte ställa upp till omval i senatsvalet 1924. Han efterträddes 1925 som senator av republikanen William B. Pine.
Owens grav finns på Spring Hill Cemetery i Lynchburg.